# Жанабет (Теренкольський район)
Жанабе́т (каз. Жаңабет) — село у складі Теренкольського району Павлодарської області Казахстану. Адміністративний центр Жанабетського сільського округу.
Населення — 874 особи (2021; 959 у 2009, 1488 у 1999, 1738 у 1989).
Національний склад станом на 1989 рік:
- росіяни — 54 %;
- казахи — 24 %.